# Gran Premio d'Australia 2023
Il Gran Premio d'Australia 2023 è stata la terza prova della stagione 2023 del campionato mondiale di Formula 1. La gara si è disputata domenica 2 aprile sul circuito di Albert Park a Melbourne ed è stata vinta dall'olandese Max Verstappen su Red Bull Racing-Honda RBPT, al trentasettesimo successo nel mondiale; Verstappen ha preceduto all'arrivo il britannico Lewis Hamilton su Mercedes e lo spagnolo Fernando Alonso su Aston Martin Aramco-Mercedes.
All'intero weekend di gara hanno assistito 444 631 spettatori, allora nuovo record per il Gran Premio d'Australia sul circuito di Albert Park. Il precedente primato apparteneva all'edizione precedente del 2022, caratterizzata da una presenza di 419 114 spettatori nel fine settimana. Fu anche il secondo dato più alto dell'intero campionato, dietro al Gran Premio di Gran Bretagna, il quale vide una presenza di 480 000 spettatori, e il terzo di sempre della storia della Formula 1, dietro all'edizione del 1995, corsa ad Adelaide, con 520 000.
È stato il primo Gran Premio nella storia della Formula 1 caratterizzato da tre esposizioni della bandiera rossa in gara a seguito di vari incidenti.

## Vigilia

### Aspetti tecnici
Per questo Gran Premio la Pirelli, fornitore unico degli pneumatici, offre la scelta tra gomme di mescola C2, C3 e C4, la tipologia di pneumatici che caratterizza la gamma centrale del genere di coperture messe a disposizione dall'azienda italiana, la stessa opzione scelta per il precedente Gran Premio d'Arabia Saudita. La stessa scelta fu stabilita nell'edizione 2019 del Gran Premio, mentre in quella precedente del 2022 l'azienda italiana designò il salto di mescola della gamma degli pneumatici selezionabili.
La Federazione stabilisce quattro zone per l'utilizzo del Drag Reduction System. Le prime due zone sono stabilite sul rettilineo dei box e nel tratto compreso tra la curva 2 e la curva 3, con un unico detection point fissato prima della curva 13. Le altre due zone sono stabilite tra la curva 8 e la curva 9, e tra la curva 10 e la curva 11, con anche in questo caso un unico detection point, fissato dopo la curva 6. Il circuito dell'Albert Park diviene il primo tracciato in Formula 1 a presentare ben quattro zone per l'utilizzo del dispositivo mobile fin dalla sua introduzione nella massima categoria durante stagione 2011. Le quattro zone erano state designate inizialmente anche per l'edizione precedente del Gran Premio, ma prima dell'inizio della terza sessione di prove libere del sabato, la Federazione, per motivi di sicurezza, rimosse la nuova zona DRS stabilita nel nuovo tratto veloce tra le curve 8 e 9, dopo le modifiche al layout del tracciato. Durante la F1 Commission dello scorso febbraio, viene deciso di ripristinare la quarta zona DRS.
La Federazione ha anche analizzato le zone del DRS durante il 2022, introducendo cambiamenti per il 2023 al fine di facilitare i sorpassi o renderli più difficili in alcuni circuiti in cui si riteneva che la zona in cui utilizzare il dispositivo mobile fosse troppo facile o difficile al fine di effettuare un sorpasso. Il circuito di Albert Park è uno dei tracciatti oggetto di queste modifiche. Rispetto all'anno precedente quando inizialmente furono stabilite quattro zone DRS, il detection point per quella stabilita tra la curva 8 e la curva 9 viene modificato, venendo posizionato 40 metri dopo la curva 6, così come il punto di attivazione della zona, venendo posizionato 130 metri dopo il pannello luminoso numero 11.
Rispetto all'edizione del 2022, il tracciato presenta alcune modifiche. Un nuovo accesso tra i muretti a bordo pista è stato creato sulla sinistra alla postazione dei commissari dopo la curva 8. La larghezza della corsia d'uscita della pit lane è stata ridotta di quattro metri e la linea bianca accorciata. Essa adesso termina alla seconda linea di riferimento dedicata alla safety car. Le barriere di protezione sul lato sinistro alla curva 11 sono state riallineate per mantenere un'altezza di un metro. Le barriere TecPro vengono riallineate sul lato destro alla curva 2 e sul lato sinistro alla curva 5. Il bordo della pista sul lato sinistro alla curva 13 viene livellato. Due barriere in cemento all'estremità del muro di separazione tra la pista e la corsia della pit lane vengono ridotte. Prima dell'inizio della terza sessione di prove libere del sabato, la linea bianca d'uscita della pit lane viene accorciata di ulteriori dieci metri, i numeri sugli indicatori dei freni vengono ingranditi e la pittura delle corsie ciclabili e pedonali tra la curva 8 e la curva 9 viene verniciata con quella antiscivolo.
La Federazione rende noto che al termine della gara del precedente Gran Premio d'Arabia Saudita, tra le prime dieci vetture classificate è stata sorteggiata l'Alpine di Pierre Gasly per le verifiche tecniche. Le ispezioni hanno riguardato i sostegni dell'alettone posteriore e della struttura di impatto posteriore. Tutti i componenti ispezionati sono risultati essere conformi al regolamento tecnico.
Prima dell'inizio della prima sessione di prove libere del venerdì, la scuderia tedesca Mercedes non conferma l'autocertificazione da presentare alla Federazione che il pilota britannico Lewis Hamilton sta indossando gioielli, sotto forma di piercing, catenine o orologi in metallo. Hamilton viene convocato dai commissari sportivi. Il pilota britannico non riceve sanzioni.
Sulla vettura di George Russell e Hamilton viene installata la seconda scatola del cambio e la seconda trasmissione. Entrambi i piloti della Mercedes non sono penalizzati sulla griglia di partenza in quanto i nuovi componenti installati rientrano tra quelli utilizzabili nel numero massimo stabilito dal regolamento tecnico. Sulla vettura di Valtteri Bottas, Zhou Guanyu, Kevin Magnussen e Nico Hülkenberg viene installata la seconda unità relativa al motore a combustione interna. Sulla vettura di Russell, Hamilton, Oscar Piastri, Bottas, Lance Stroll, Fernando Alonso, Magnussen, Alexander Albon e Logan Sargeant viene installa la seconda unità relativa all'impianto di scarico, mentre sulla vettura di Lando Norris la terza unità. Tutti i piloti non sono penalizzati sulla griglia di partenza in quanto i nuovi componenti installati rientrano tra quelli utilizzabili nel numero massimo stabilito dal regolamento tecnico.

### Aspetti sportivi
Il Gran Premio rappresenta il terzo appuntamento stagionale a distanza di due settimane dalla disputa del Gran Premio d'Arabia Saudita, seconda gara del campionato. Dopo la disputa delle prime due gare della stagione in Medio Oriente, il mondiale si sposta nell'emisfero australe. Il Gran Premio d'Australia è la prima di due prove totali calendarizzate nel mese di aprile, nonché la terza volta, dopo l'edizione del 2006 e del 2022, che il Gran Premio viene disputato in questo mese. Anche nel 2006 e 2022 la corsa caratterizzò la terza gara del campionato. In passato, la gara australiana fu appannaggio, per ben ventidue volte, della prima prova della stagione. Per il secondo weekend di gara consecutivo, il campionato disputa un appuntamento sulla tipologia di tracciato cittadino. Il Gran Premio precede uno stacco della durata di quattro settimane prima della successiva gara, il Gran Premio d'Azerbaigian. Alla stipulazione del calendario, tra queste due gare sarebbe dovuto andare in scena il ritorno del Gran Premio di Cina per la prima volta dal campionato 2019, prima che fosse annullato per il quarto anno consecutivo a causa delle problematiche dettate dalla pandemia di COVID-19. Il contratto per la disputa della gara nel calendario mondiale è valevole fino alla stagione 2037, prolungando di altri due anni l'accordo già stipulato lo scorso giugno. Sponsor del Gran Premio, come già successo dal 2013 al 2019, è la società svizzera produttrice di orologi Rolex. A questa edizione assistono 444 631 spettatori nel corso del weekend di gara, il quale rappresenta il record assoluto per il Gran Premio a Melbourne. Il precedente primato apparteneva all'edizione precedente del 2022, caratterizzata da una presenza di 419 114 spettatori nel fine settimana. È anche il secondo dato più alto dell'intero campionato, dietro al Gran Premio di Gran Bretagna, il quale vide una presenza di 480 000 spettatori, e il terzo di sempre della storia della Formula 1, dietro all'edizione del 1995, corsa ad Adeilade, con 520 000.
Presente nel calendario del campionato mondiale fin dalla stagione 1985, esso vede la disputa dell'ottantaseiesima edizione, la trentasettesima valida per il mondiale. Fin dal suo debutto, il Gran Premio si è svolto su due principali sedi: il circuito di Adelaide, sede dell'appuntamento dal 1985 al 1995, e l'attuale circuito di Albert Park, sede a partire dal 1996. Dalla precedente edizione la corsa si disputa su una nuova e più veloce configurazione del tracciato, dopo la rimozione della chicane che caratterizzata in precedenza la curva 9 e la curva 10, insieme a leggere altre modifiche in diverse altre curve. Il circuito dell'Albert Park festeggia i settanta anni dalla prima corsa disputata nel 1953, prova comunque non valida per il campionato mondiale. Il Gran Premio d'Australia non è stato corso nel 2020 e nel 2021. Le edizioni furono annullate per via delle problematiche dettate dalla pandemia di COVID-19: nel primo caso la Federazione annullò la gara a poche ore dalla prima sessione di prove libere del venerdì, dopo che un meccanico della McLaren risultò positivo al SARS-CoV-2, mentre nel secondo caso il Gran Premio, inizialmente posticipato più avanti nel corso della stagione, fu successivamente annullato dopo le decisioni prese dal governo riguardanti l'emergenza sanitaria.
Nel precedente Gran Premio d'Arabia Saudita, al termine della gara, il costruttore britannico Aston Martin presenta ai commissari sportivi una richiesta di revisione della penalità di dieci secondi sul tempo di gara inflitta al pilota spagnolo Fernando Alonso per non aver servito correttamente durante una sosta ai box una penalità di cinque secondi a seguito del posizionamento in griglia di partenza errato di quest'ultimo. Alonso, terzo all'arrivo, scala di una posizione. Il diritto di revisione viene accolto dalla Federazione e il costruttore viene convocato dalla direzione gara. Dopo aver esaminato quanto presentato dalla squadra, il collegio dei commissari annulla la sanzione ad Alonso, il quale riottiene la terza posizione conquistata in gara. Per evitare casi analoghi in futuro, anche riguardo la posizione errata in griglia di partenza del pilota francese dell'Alpine, Esteban Ocon, nel Gran Premio del Bahrein, anch'egli penalizzato dalla direzione gara, la Federazione dichiara che quanto accaduto viene discusso il giovedì successivo alla disputa della gara e che viene fornita chiarezza prima di questo appuntamento. Al fine di far orientare i piloti nel miglior modo possibile, al centro della piazzola vi è adesso una linea che li favorisce nel posizionare correttamente la monoposto all'interno, negando dunque il rischio di poggiare le gomme anteriori sulle righe o all'esterno di queste. Una volta che i piloti si avvicineranno alla propria piazzola, questi potranno schierarsi in una casella più larga di venti centimetri rispetto a quelle delle prime due gare. Viene chiarito che fino a nuovo avviso toccare fisicamente la vettura o il pilota con le mani, gli strumenti o le attrezzature, compresi i martinetti anteriori e posteriori, in caso di penalità scontata ai box, è considerato un lavoro. L'uso di ventole di raffreddamento durante una penalità è consentito a condizione che tali ventole non tocchino fisicamente la vettura. Le penalità multiple possono essere scontate in serie in un unico pit stop.
Il pilota locale della McLaren, Oscar Piastri, diventa il quinto australiano nella storia della categoria a correre nel Gran Premio di casa dopo Alan Jones (1985–1986), David Brabham (1990, 1994), Mark Webber (2002–2013) e Daniel Ricciardo (2012–2022). Oltre a Piastri, il pilota statunitense della Williams, Logan Sargeant, e quello olandese dell'AlphaTauri, Nyck de Vries, gareggiano per la prima volta sul circuito di Albert Park. La scuderia austriaca Red Bull Racing disputa il trecentocinquantesimo Gran Premio nel mondiale. Il costruttore di Milton Keynes debuttò nella categoria nella stagione 2005 proprio nel Gran Premio d'Australia e da allora ha ottenuto 94 vittorie, 83 pole position, 85 giri più veloci, 238 podi, 6 475 punti, sei mondiali piloti e cinque mondiali costruttori.
La scuderia italiana AlphaTauri nomina Lars Stegelmann come nuovo Head of Commercial, mentre al costruttore tedesco Mercedes l'ex pilota belga Jérôme d'Ambrosio diventa responsabile del programma giovani. Alla scuderia britannica McLaren viene scelto David Sanchez come direttore tecnico, ex aerodinamico della scuderia italiana Ferrari, che ha dato le dimissioni dopo il Gran Premio del Bahrein. L'ingegnere francese è uno dei tre direttori tecnici specializzati, insieme a Peter Prodromou e Neil Houldey. La McLaren ha deciso di abbandonare il ruolo di un unico direttore tecnico esecutivo, posizione che era ricoperta da James Key, il quale ha lasciato il team nell'ambito di questa ristrutturazione. La scuderia svizzera Alfa Romeo viene iscritta al Gran Premio come Alfa Romeo F1 Team Kick. Il costruttore fu inizialmente iscritto allo stesso modo nel precedente Gran Premio d'Arabia Saudita, prima di essere registrato come Alfa Romeo F1 Team Stake.
L'ex pilota di Formula 1 Enrique Bernoldi è nominato commissario aggiunto. Il brasiliano ha svolto in passato, in diverse occasioni, tale funzione, l'ultima nel precedente Gran Premio d'Arabia Saudita. È la casa automobilistica tedesca Mercedes a fornire la safety car e la medical car.

## Prove

### Resoconto
Verstappen è il pilota più rapido della prima sessione di prove libere. Il campione del mondo coglie un tempo che è di un secondo più rapido della migliore prestazione dell'analoga sessione dell'edizione del 2022. L'olandese si è concentrato sull'uso delle gomme a mescola morbida, ma ha anche scontato dei problemi al cambio e alla stabilità della monoposto, tanto da essere anche autore di un testacoda. Pérez, l'altro pilota della Red Bull Racing, è terzo, alle spalle di Lewis Hamilton. Il messicano ha raccolto dati per la simulazione di gara, utilizzando le gomme a mescola dura. Dietro si è confermato Fernando Alonso, davanti al duo della Ferrari. La sessione è stata interrotta per due volta dalla bandiera rossa. La prima volta quando mancavano ventitré minuti alla fine della stessa, per il malfunzionamento del sistema GPS che controlla i tempi delle monoposto; la sessione è potuta riprendere dopo una decina di minuti ma non è stata portata a termine in quanto, a cinque minuti dalla fine, Logan Sargeant, per problemi tecnici, ha dovuto parcheggiare la sua Williams a bordo pista.
La Red Bull Racing è stata multata di 700 euro da parte della Federazione in quanto Max Verstappen ha superato il limite di velocità stabilito nella corsia dei box.
Prima dell'inizio della seconda sessione di prove libere del venerdì, sulla vettura di Yuki Tsunoda viene installata la seconda scatola del cambio e la seconda trasmissione. Il pilota giapponese dell'AlphaTauri non è penalizzato sulla griglia di partenza in quanto i nuovi componenti installati rientrano tra quelli utilizzabili nel numero massimo stabilito dal regolamento tecnico.
La pioggia, non insistente, condiziona la seconda sessione. I migliori tempi sono ottenuti nei primi venti minuti, quando Alonso, con gomme medie, è l'unico capace di chiudere un giro in meno di un minuto e diciannove secondi. Alle sue spalle si sono classificati Charles Leclerc e Verstappen. Sergio Pérez, che avrebbe dovuto concentrarsi sulle gomme morbide, ha solo il settimo rilievo cronometrico, a causa del traffico trovato sul tracciato. Con l'arrivo delle precipitazioni più intense molti piloti hanno deciso di non girare. Il più rapido, con gomme da bagnato intermedio, è stato Oscar Piastri, pilota locale. Nel corso della sessione non ha preso la pista Sargeant, vista l'impossibilità per la sua scuderia di risolvere in tempo i problemi meccanici sorti al mattino.
Durante le prime due sessioni di prove libere del venerdì, Nyck de Vries utilizza l'assemblaggio di una trasmissione al di fuori dell'allocazione prevista secondo il regolamento tecnico. Il pilota olandese dell'AlphaTauri non è penalizzato sulla griglia di partenza in quanto tale operazione rientra tra quelle effettuabili nel numero massimo consentito dal regolamento tecnico.
Le temperature basse della sessione del sabato costringono i piloti a effettuare due giri di riscaldamento prima della ricerca della prestazione. Verstappen, dopo essersi concentrato sullo sviluppo dell'assetto di gara, col passaggio alle gomme soft, coglie la miglior prestazione sul giro, che rappresenta anche il nuovo record del tracciato, dopo la modifica alla sua configurazione, avvenuta nel 2022. Alle spalle del campione del mondo, staccato di un decimo e mezzo, si pone Alonso, davanti a Esteban Ocon. La competitività dell'Alpine è confermata dal quinto posto di Pierre Gasly. Le Ferrari hanno chiuso col settimo tempo di Carlos Sainz Jr. e il quattordicesimo di Leclerc, ma hanno mostrato un miglioramento sia sul giro secco che nella simulazione di gara. La sessione è stata chiusa un anticipo per l'arrivo della pioggia, che ha anche portato ad alcuni testacoda.
Al termine della terza sessione di prove libere del sabato, Oscar Piastri viene convocato dai commissari sportivi per non aver seguito le istruzioni stabilite dalla direzione gara, durante una prova di partenza al termine della corsia dei box. Il pilota australiano della McLaren riceve una reprimenda, la prima della stagione.
L'Aston Martin è stata multata di 100 euro da parte della Federazione in quanto Lance Stroll ha superato il limite di velocità stabilito nella corsia dei box.

### Risultati
Nella prima sessione del venerdì si è avuta questa situazione:
| Pos | Nº | Pilota         | Costruttore                | Tempo    | Gap    | Giri |
| --- | -- | -------------- | -------------------------- | -------- | ------ | ---- |
| 1   | 1  | Max Verstappen | Red Bull Racing-Honda RBPT | 1'18"790 |        | 17   |
| 2   | 44 | Lewis Hamilton | Mercedes                   | 1'19"223 | +0"433 | 20   |
| 3   | 11 | Sergio Pérez   | Red Bull Racing-Honda RBPT | 1'19"293 | +0"503 | 19   |

Nella seconda sessione del venerdì si è avuta questa situazione:
| Pos | Nº | Pilota          | Costruttore                  | Tempo    | Gap    | Giri |
| --- | -- | --------------- | ---------------------------- | -------- | ------ | ---- |
| 1   | 14 | Fernando Alonso | Aston Martin Aramco-Mercedes | 1'18"887 |        | 13   |
| 2   | 16 | Charles Leclerc | Ferrari                      | 1'19"332 | +0"445 | 10   |
| 3   | 1  | Max Verstappen  | Red Bull Racing-Honda RBPT   | 1'19"502 | +0"615 | 12   |

Nella sessione del sabato mattina si è avuta questa situazione:
| Pos | Nº | Pilota          | Costruttore                  | Tempo    | Gap    | Giri |
| --- | -- | --------------- | ---------------------------- | -------- | ------ | ---- |
| 1   | 1  | Max Verstappen  | Red Bull Racing-Honda RBPT   | 1'17"565 |        | 24   |
| 2   | 14 | Fernando Alonso | Aston Martin Aramco-Mercedes | 1'17"727 | +0"162 | 26   |
| 3   | 31 | Esteban Ocon    | Alpine-Renault               | 1'17"938 | +0"373 | 23   |

## Qualifiche

### Resoconto
Il vento si alza poco prima dell'inizio della sessione di qualifica, annunciando un pericolo di pioggia. La pista si presenta poco gommata, proprio per un rovescio che colpisce il tracciato, dopo la gara della Formula 2. A causa del pericolo di nuove precipitazioni molti piloti affrontano immediatamente il tracciato. Il migliore di questo primo gruppo è Kevin Magnussen, seguito da Lando Norris. Logan Sargeant è autore di un testacoda, mentre entrano in pista i team più competitivi. Alexander Albon si porta in vetta (1'18"944), battuto da Nico Hülkenberg (1'18"373). Poco dopo Sergio Pérez esce di pista e fa terminare la sua monoposto nella sabbia. La direzione di gara interrompe la sessione con bandiera rossa. La sessione viene rilanciata quando mancano undici minuti al suo termine, con soli nove piloti che hanno già segnato un tempo valido. Verstappen chiude in 1'18"063, mentre Alonso è quarto, a un secondo dall'olandese. Fa meglio il suo compagno di team, Stroll, che prende il terzo posto, staccato di soli quattro decimi. Russell risale quinto, battuto da Lewis Hamilton, quarto. Si conferma Albon, secondo, staccato di 0"080 da Verstappen, cogliendo il miglior parziale nel secondo settore della pista; Sainz Jr. segna il terzo tempo, mentre Leclerc è settimo. Davanti c'è Norris, sesto. Alonso, dopo due giri di riscaldamento, batte il tempo di Verstappen. Il campione del mondo si riprende subito la vetta della classifica. Stroll sale terzo, davanti a Russell, quarto. Albon risale ancora terzo, mentre sembra meno competitivo Leclerc, solo ottavo, davanti a Magnussen. Si migliora ancora Verstappen (1'17"384), così come Russell, che s'installa in terza posizione. Meglio fa Hamilton, che è secondo. Ocon si piazza terzo, mentre Russell migliora di nuovo, tanto da essere secondo. Non accedono alla fase seguente Oscar Piastri, Zhou Guanyu, Sargeant, Valtteri Bottas e Pérez, che chiude la sessione senza tempo. 
I piloti di Mercedes e Alpine escono subito in pista, nella Q2. Alonso si piazza in testa, con 1'17"681, mentre i piloti della Ferrari optano ancora per due giri di lancio. Stroll batte Alonso, chiudendo in 1'17"616. Verstappen, nel suo primo tentativo, esce lungo alla prima curva, mentre Leclerc scala al comando, con Sainz Jr. quarto. Hülkenberg conquista il terzo tempo, in mezzo alle due Aston Martin, mentre Verstappen chiude il primo giro rapido col miglior tempo (1'17"219). Alonso si piazza a meno di un decimo dall'olandese. Norris è autore di un errore alla terza curva, finendo nella sabbia, ma riuscendo a tornare in pista. I piloti dell'Alpine decidono di risparmiare le gomme, in vista della Q3; la scelta può essere rischiosa per la grande vicinanza dei tempi tra tutti i piloti impegnati in Q2. Albon e Tsunoda entrano nei primi dieci, così come Sainz Jr. che progredisce in sesta piazza. Verstappen migliora fino all'1'17"056. Norris è decimo, ma Gasly lo rispinge in zona eliminazione. A sua volta il francese esce dalle prime dieci posizioni, a causa di Albon. Gasly risale, poco dopo, quarto, mentre Hülkenberg si piazza terzo. In seguito il tedesco cede la posizione a Sainz Jr.. Alle spalle dello spagnolo risale Leclerc. Sono eliminati Ocon, Yuki Tsunoda, Norris, Magnussen e Nyck de Vries.
Il cielo che minaccia ancora pioggia spinge Verstappen, le Ferrari, Alonso e le Mercedes a lanciarsi immediatamente in pista, così come Hülkenberg. Verstappen, pur autore di un piccolo errore, segna 1'17"578. Alonso effettua due giri di riscaldamento, non invece Hülkenberg, che si pone a quattro decimi da Verstappen. Il tempo del pilota della Red Bull Racing è migliorato da Alonso (1'17"303), e battuto anche da Leclerc, e poi da Sainz Jr., che fa meglio del suo compagno di team. Risale secondo George Russell, ma il migliore è Hamilton (1'17"271). Albon si conferma il più rapido nel secondo settore, e chiude col settimo tempo. Verstappen, ritornato in pista, si ripropone al comando, per soli nove millesimi di vantaggio su Hamilton. Leclerc batte il tempo di Sainz Jr., mentre Gasly non ha migliorato il suo crono. Verstappen, in compenso, rinforza la sua leadership, cogliendo un tempo di 1'16"732. Progredisce anche Stroll, che sale quarto. Così fa pure Alonso, che strappa la seconda posizione a Hamilton. I piloti della Mercedes riescono a migliorare ancora, con Russell di nuovo secondo, davanti a Hamilton.
Max Verstappen conquista la ventiduesima pole position in carriera, la seconda della stagione dopo quella ottenuta nella gara inaugurale del campionato, il Gran Premio del Bahrein. Il campione del mondo, alla prima partenza in prima posizione sul circuito di Albert Park, eguaglia le partenze al palo nella categoria di Alonso. Per la Red Bull Racing, al trecentocinquantesimo Gran Premio, è l'ottantaquattresima pole position nel mondiale, la terza consecutiva della stagione, nonché la prima nel Gran Premio d'Australia da quella ottenuta nell'edizione del 2013 con Sebastian Vettel con propulsori Renault, oltre a essere la prima sul circuito di Albert Park dell'era turbo-ibrida iniziata nella stagione 2014. Russell, secondo, ottiene la sua settima partenza in carriera in prima fila, la prima dal Gran Premio di San Paolo 2022, dove ottenne la prima vittoria in carriera, facendo meglio in qualifica del connazionale e compagno di scuderia Hamilton per la terza gara consecutiva, il quale è terzo in quel che è la prima partenza nelle prime sei posizioni in stagione. La Mercedes presentò due vetture nelle prime tre posizioni solamente due volte nel corso del 2022, nel Gran Premio di Città del Messico e nel Gran Premio di San Paolo, dove arrivò l'unico successo dell'anno. Alonso ottiene il quarto tempo dopo che fin dall'edizione del 2014 non era partito meglio del decimo posto sul circuito di Albert Park, mentre per Sainz Jr. la quinta posizione rappresenta la miglior partenza in Australia. Lo spagnolo ha sopravanzato in qualifica il compagno di scuderia Leclerc, settimo, per la prima volta in stagione. Per il monegasco è la peggior qualifica su questa pista dal suo debutto nella categoria nell'edizione 2018 della gara, alla guida per la Sauber. Stroll è sesto in quel che è la sua prima apparizione in Q3 su questo tracciato, mentre l'ottava posizione di Albon è il miglior risultato in qualifica per la Williams dalla seconda posizione di Russell ottenuta nel Gran Premio del Belgio 2021. Il thailandese ottenne solo un piazzamento in Q3 nel corso del 2022, la nona posizione nel Gran Premio del Belgio 2022. Gasly, nono, è alla prima apparizione in Q3 sul circuito di Melbourne, mentre Hülkenberg parte decimo, come accaduto nelle prime due gare della stagione. Il tedesco ha fatto meglio del compagno di scuderia Magnussen in qualifica in tutte e tre le gare del campionato. Ocon, undicesimo, termina una striscia di cinque presenze consecutive in Q3, una in meno rispetto al miglior risultato in carriera. Norris, tredicesimo, non è ancora riuscito a entrare in Q3 in stagione, mentre il pilota locale Piastri è eliminato in Q1 con la sedicesima posizione, dopo che entrambe le McLaren ottennero rispettivamente il quarto posto, con Norris, e il settimo posto, con l'altro pilota locale Daniel Ricciardo, nell'edizione del 2022. Piastri non ottiene la qualifica al Q2 per solamente 0"046, con la scuderia britannica che si vede un pilota eliminato in Q3 in tutte le tre gare della stagione. De Vries, quindicesimo, ottiene la qualificazione al Q2 per la prima volta. Con Zhou diciassettesimo e Bottas diciannovesimo è la peggior qualifica della stagione per l'Alfa Romeo. Pérez non registra nessun tempo in Q1 a causa di un'uscita di pista, ma viene autorizzato alla partenza da parte dei commissari. Il messicano non raggiunge la Q3 alla sua ottava apparizione sul circuito australiano. Il pilota della Red Bull Racing concluse ottavo dopo essere partito ultimo nell'edizione del 2012 con la Sauber. Il tempo della pole position di 1'16"732 realizzato da Verstappen rappresenta il rilievo cronometrico più rapido sul circuito di Albert Park. Il precedente record di 1'17"868 fu appannaggio di Leclerc, stabilito l'anno precedente sempre nelle qualifiche, dopo l'introduzione della nuova configurazione del tracciato.
Sono stati cancellati quattro tempi dai commissari sportivi ai piloti per non aver rispettato i limiti della pista, durante la gara. Si sono visti cancellare il tempo due volte Lando Norris (una volta alla curva 6 e una volta alla curva 3), una volta Lewis Hamilton (alla curva 9) e Max Verstappen (alla curva 1).

### Risultati
Nella sessione di qualifica si è avuta questa situazione:
| Pos                         | Nº | Pilota           | Costruttore                  | Q1          | Q2       | Q3       | Griglia |
| --------------------------- | -- | ---------------- | ---------------------------- | ----------- | -------- | -------- | ------- |
| 1                           | 1  | Max Verstappen   | Red Bull Racing-Honda RBPT   | 1'17"384    | 1'17"056 | 1'16"732 | 1       |
| 2                           | 63 | George Russell   | Mercedes                     | 1'17"654    | 1'17"513 | 1'16"968 | 2       |
| 3                           | 44 | Lewis Hamilton   | Mercedes                     | 1'17"689    | 1'17"551 | 1'17"104 | 3       |
| 4                           | 14 | Fernando Alonso  | Aston Martin Aramco-Mercedes | 1'17"832    | 1'17"283 | 1'17"139 | 4       |
| 5                           | 55 | Carlos Sainz Jr. | Ferrari                      | 1'17"928    | 1'17"349 | 1'17"270 | 5       |
| 6                           | 18 | Lance Stroll     | Aston Martin Aramco-Mercedes | 1'17"873    | 1'17"616 | 1'17"308 | 6       |
| 7                           | 16 | Charles Leclerc  | Ferrari                      | 1'18"218    | 1'17"390 | 1'17"369 | 7       |
| 8                           | 23 | Alexander Albon  | Williams-Mercedes            | 1'17"962    | 1'17"761 | 1'17"609 | 8       |
| 9                           | 10 | Pierre Gasly     | Alpine-Renault               | 1'18"312    | 1'17"574 | 1'17"675 | 9       |
| 10                          | 27 | Nico Hülkenberg  | Haas-Ferrari                 | 1'18"029    | 1'17"412 | 1'17"735 | 10      |
| 11                          | 31 | Esteban Ocon     | Alpine-Renault               | 1'17"770    | 1'17"768 | N.D.     | 11      |
| 12                          | 22 | Yuki Tsunoda     | AlphaTauri-Honda RBPT        | 1'18"471    | 1'18"099 | N.D.     | 12      |
| 13                          | 4  | Lando Norris     | McLaren-Mercedes             | 1'18"243    | 1'18"119 | N.D.     | 13      |
| 14                          | 20 | Kevin Magnussen  | Haas-Ferrari                 | 1'18"159    | 1'18"129 | N.D.     | 14      |
| 15                          | 21 | Nyck de Vries    | AlphaTauri-Honda RBPT        | 1'18"450    | 1'18"335 | N.D.     | 15      |
| 16                          | 81 | Oscar Piastri    | McLaren-Mercedes             | 1'18"517    | N.D.     | N.D.     | 16      |
| 17                          | 24 | Zhou Guanyu      | Alfa Romeo-Ferrari           | 1'18"540    | N.D.     | N.D.     | 17      |
| 18                          | 2  | Logan Sargeant   | Williams-Mercedes            | 1'18"557    | N.D.     | N.D.     | 18      |
| 19                          | 77 | Valtteri Bottas  | Alfa Romeo-Ferrari           | 1'18"714    | N.D.     | N.D.     | PL      |
| Tempo limite 107%: 1'22"800 |    |                  |                              |             |          |          |         |
| NQ                          | 11 | Sergio Pérez     | Red Bull Racing-Honda RBPT   | senza tempo | N.D.     | N.D.     | PL      |

In grassetto sono indicate le migliori prestazioni in Q1, Q2 e Q3.

## Gara

### Resoconto
Prima della gara, sulla vettura di Sergio Pérez viene installata la terza unità relativa al sistema di recupero dell'energia e all'unità di controllo elettronico. Il pilota messicano della Red Bull Racing parte dalla pit lane in quanto i nuovi componenti della power unit installati e la modifica al setup delle sospensioni vengono effettuati con la vettura sotto il regime di parco chiuso senza il permesso del delegato tecnico della Federazione. Valtteri Bottas, qualificatosi diciannovesimo, parte anch'egli dalla pit lane a causa della modifica al setup delle sospensioni con la vettura sotto il regime di parco chiuso.
In partenza Verstappen deve cedere la prima posizione sia a Russell che a Hamilton. Alla curva 3 c'è un contatto tra Lance Stroll e Charles Leclerc. Il monegasco finisce nella ghiaia e non può ripartire. La direzione di gara decide per la safety car. Alcuni piloti, tra cui Sergio Pérez, decidono per una prima sosta. Alla ripartenza, alle spalle dei primi tre, molto vicini, ci sono Sainz Jr., Alonso, Alexander Albon e Stroll. All'ottavo giro Albon esce di pista e colpisce pesantemente le barriere. La sua Williams ritorna in pista, venendo sfiorata dalle vetture che sopraggiungono. Questa volta la direzione di gara, dopo aver inizialmente deciso per la safety car, opta per interrompere la gara con la bandiera rossa, per la necessità di ripulire la pista. Questa scelta penalizza i piloti che si erano già fermati, per il cambio gomme in regime di vettura di sicurezza, come Russell e Sainz Jr..
La ripartenza è data da fermo, con Lewis Hamilton in pole position, davanti a Verstappen, Alonso, Gasly, Russell e Stroll. Alla ripartenza Hamilton mantiene la testa della corsa, mentre nelle retrovie Ocon va a contatto con Nyck de Vries, pur senza gravi conseguenze per entrambi. Verstappen, in due giri, riesce a passare Hamilton, che nella fase precedente, sfruttando la scia e il DRS su Russell, riusciva a tenere a bada il campione del mondo. Al tredicesimo giro Russell supera Gasly, mentre Sainz Jr., in un paio di giri, ha la meglio sia su Nico Hülkenberg che su Stroll, ponendosi alle spalle di Gasly. La gara di George Russell termina al diciottesimo giro, quando il motore della sua Mercedes va a fuoco. La monoposto viene parcheggiata nella zona d'uscita dei box: in questa occasione si opta per la virtual safety car.
Sainz Jr. recupera ancora una posizione, quando al venticinquesimo passaggio prende la quarta posizione a Gasly. Davanti, Verstappen mantiene un buon margine su Hamilton che deve vedersi da Alonso, non troppo distante. Nelle retrovie Pérez ricostruisce la sua gara. Tra il quarantatreesimo e il quarantaquattresimo giro il messicano passa Lando Norris e Hülkenberg, salendo settimo. Pochi giri dopo Norris prende l'ottava piazza al tedesco della Haas. Al cinquantaquattresimo giro Kevin Magnussen finisce contro il muretto alla curva 2, perdendo la gomma posteriore destra. La direzione gara impone la safety car ma, poco dopo, per rimuovere la vettura e i detriti viene, per la seconda volta, esposta la bandiera rossa, che interrompe il Gran Premio.
La competizione viene fatta riprendere ancora da fermo, per completare i due giri che restano al termine della gara. Verstappen resiste a Hamilton, mentre Carlos Sainz Jr. urta Alonso, che va in testacoda. Ciò porta Gasly e Pérez a finire nella via di fuga, per evitare il contatto con la vettura di Alonso. Gasly rientra in pista, ma viene a contatto con il suo compagno di team Esteban Ocon, finendo entrambi contro il muro. Nelle retrovie Sargeant urta il retrotreno dell'AlphaTauri di De Vries, con i due che terminano nella ghiaia; alla curva 3 Stroll va lungo finendo anch'egli nella via di fuga e venendo sorpassato dall'intero gruppo. Per la terza volta la gara è interrotta con bandiera rossa. Viene, così, imposta una terza ripartenza, questa volta lanciata, per completare l'unico giro che manca. L'ordine di ripartenza dettato dalla direzione gara tuttavia prevede il ripristino delle posizioni del cinquantaseiesimo giro, escludendo però le vetture ritirate durante gli incidenti della seconda ripartenza, tra cui le due Alpine. La gara riparte con le macchine che escono dalla pit lane dietro la safety car e completano l'ultimo giro tagliando il traguardo. Il Gran Premio termina quindi con Max Verstappen vincitore, davanti a Hamilton e Alonso. Sainz Jr., quarto all'arrivo, penalizzato di cinque secondi per il contatto col connazionale dell'Aston Martin, finisce fuori dalla zona dei punti.
Max Verstappen vince il trentasettesimo Gran Premio in carriera, la seconda vittoria stagionale dopo quella ottenuta nella gara inaugurale del campionato, il Gran Premio del Bahrein. Il campione del mondo, all'ottantesimo podio in carriera, lo stesso numero di quelli ottenuti da Ayrton Senna, non aveva mai trionfato sul circuito di Albert Park fin dal suo debutto nella categoria nella stagione 2015. Per la Red Bull Racing, al centocinquantesimo Gran Premio della propria storia, è la novantacinquesima vittoria nel mondiale, il terzo successo consecutivo in stagione, la seconda vittoria nel Gran Premio d'Australia dopo quella ottenuta da Sebastian Vettel nell'edizione del 2011 con propulsori Renault, nonché il primo successo sul circuito di Melbourne nell'era turbo-ibrida iniziata nella stagione 2014. La scuderia di Milton Keynes vince le prime tre gare dell'anno per la prima volta nella propria storia. Hamilton, secondo, non aveva completato un giro nelle prime quattro posizioni nelle due gare precedenti. Per la diciassettesima stagione, il britannico conduce almeno un giro di un Gran Premio, segnando un nuovo record. Hamilton debuttò con la Mercedes dieci stagioni fa, nel Gran Premio d'Australia 2013 dove si classificò quinto. Alonso, terzo, ottiene tre podi consecutivi per la prima volta dalla stagione 2013. Con Stroll in quarta posizione, l'Aston Martin presenta due vetture nelle prime quattro posizioni per la prima volta nella storia del marchio. Con Norris sesto e Piastri ottavo la McLaren ottiene i primi punti in stagione. Piastri conquista i primi punti in carriera in Formula 1 nel Gran Premio di casa. La Haas ottiene il miglior risultato con il settimo posto di Hülkenberg dal Gran Premio d'Austria 2022. Il tedesco ha terminato settimo in cinque delle sue ultime sei apparizioni nel Gran Premio d'Australia. Zhou, nono, prende punti per la prima volta dal Gran Premio d'Italia 2022, mentre Tsunoda, decimo, ottiene punti dopo aver concluso undicesimo nelle prime due gare dell'anno. Sainz Jr. taglia il traguardo in quarta posizione, ma è classificato dodicesimo dopo aver ricevuto una penalità di cinque secondi sul tempo di gara per aver causato una collisione con Alonso, mentre il compagno di scuderia Leclerc è ritirato nel corso del primo giro per la quinta volta in carriera. Russell è ritirato in quel che è stato il primo ritiro meccanico come pilota Mercedes e solamente il suo secondo ritiro per la squadra. Prima dell'incidente, Albon si trovava in sesta posizione, avendo completato un giro nelle prime sei posizioni per tutto il corso del campionato precedente. Verstappen e Hamilton hanno terminato una gara in prima e seconda posizione, in entrambi gli ordini, per trentaquattro volte, più di qualsiasi altra coppia di piloti nella storia del mondiale. È stato il primo Gran Premio nella storia della Formula 1 caratterizzato da tre esposizioni della bandiera rossa in gara a seguito di vari incidenti, nonché il primo della stagione a essere interrotto. L'ultimo Gran Premio oggetto di una bandiera rossa fu quello del Giappone nel 2022. Il giro più veloce della gara di 1'20"235 realizzato da Pérez, il decimo della sua carriera, rappresenta il rilievo cronometrico più rapido in gara sul circuito di Albert Park. Il precedente record di 1'20"260 fu appannaggio di Leclerc, stabilito l'anno precedente, dopo l'introduzione della nuova configurazione del tracciato. È stato il nono Gran Premio della storia della categoria con il distacco più basso tra il primo classificato, Verstappen, e il secondo, Hamilton, con 0"179, per la prima volta dal Gran Premio del Canada 2022, quando il vincitore Verstappen e il secondo classificato Sainz Jr. furono separati da 0"993. Solamente dodici piloti hanno visto la bandiera a scacchi, il numero più basso dal Gran Premio di Singapore 2022. Degli otto piloti ritirati, cinque sono classificati avendo coperto il 90% della distanza di gara. L'ultima corsa a terminare dietro la safety car fu il Gran Premio d'Italia 2022; questa gara è però la prima a terminare con la safety car in pista per effettuare una ripartenza lanciata e non durante una neutralizzazione. L'ultima volta che tre campioni del mondo finirono a podio in una gara fu nel Gran Premio d'Ungheria 2018 con Hamilton primo, Vettel secondo e Kimi Räikkönen terzo. Il trio sul podio composto da Verstappen, Hamilton e Alonso, la prima volta dall'edizione inaugurale del Gran Premio del Qatar, vanta complessivamente undici titoli mondiali.
È stato cancellato un tempo dai commissari sportivi ai piloti per non aver rispettato i limiti della pista, durante la gara. Se l'è visto cancellare Max Verstappen (alla curva 13).

### Risultati
I risultati del Gran Premio sono i seguenti:
| Pos | Nº | Pilota           | Costruttore                  | Giri | Tempo/Ritiro               | Griglia | Punti |
| --- | -- | ---------------- | ---------------------------- | ---- | -------------------------- | ------- | ----- |
| 1   | 1  | Max Verstappen   | Red Bull Racing-Honda RBPT   | 58   | 2h32'38"371                | 1       | 25    |
| 2   | 44 | Lewis Hamilton   | Mercedes                     | 58   | +0"179                     | 3       | 18    |
| 3   | 14 | Fernando Alonso  | Aston Martin Aramco-Mercedes | 58   | +0"769                     | 4       | 15    |
| 4   | 18 | Lance Stroll     | Aston Martin Aramco-Mercedes | 58   | +3"082                     | 6       | 12    |
| 5   | 11 | Sergio Pérez     | Red Bull Racing-Honda RBPT   | 58   | +3"320                     | PL      | 11    |
| 6   | 4  | Lando Norris     | McLaren-Mercedes             | 58   | +3"701                     | 13      | 8     |
| 7   | 27 | Nico Hülkenberg  | Haas-Ferrari                 | 58   | +4"939                     | 10      | 6     |
| 8   | 81 | Oscar Piastri    | McLaren-Mercedes             | 58   | +5"382                     | 16      | 4     |
| 9   | 24 | Zhou Guanyu      | Alfa Romeo-Ferrari           | 58   | +5"713                     | 17      | 2     |
| 10  | 22 | Yuki Tsunoda     | AlphaTauri-Honda RBPT        | 58   | +6"052                     | 12      | 1     |
| 11  | 77 | Valtteri Bottas  | Alfa Romeo-Ferrari           | 58   | +6"513                     | PL      |       |
| 12  | 55 | Carlos Sainz Jr. | Ferrari                      | 58   | +6"594                     | 5       |       |
| 13  | 10 | Pierre Gasly     | Alpine-Renault               | 56   | Collisione con E. Ocon     | 9       |       |
| 14  | 31 | Esteban Ocon     | Alpine-Renault               | 56   | Collisione con P. Gasly    | 11      |       |
| 15  | 21 | Nyck de Vries    | AlphaTauri-Honda RBPT        | 56   | Collisione con L. Sargeant | 15      |       |
| 16  | 2  | Logan Sargeant   | Williams-Mercedes            | 56   | Collisione con N. De Vries | 18      |       |
| 17  | 20 | Kevin Magnussen  | Haas-Ferrari                 | 52   | Incidente                  | 14      |       |
| Rit | 63 | George Russell   | Mercedes                     | 17   | Motore                     | 2       |       |
| Rit | 23 | Alexander Albon  | Williams-Mercedes            | 6    | Incidente                  | 8       |       |
| Rit | 16 | Charles Leclerc  | Ferrari                      | 0    | Collisione con L. Stroll   | 7       |       |

Sergio Pérez riceve un punto addizionale per aver segnato il giro più veloce della gara.

## Classifiche mondiali

### Piloti
| Pos | Pilota           | Punti |
| --- | ---------------- | ----- |
| 1   | Max Verstappen   | 69    |
| 2   | Sergio Pérez     | 54    |
| 3   | Fernando Alonso  | 45    |
| 4   | Lewis Hamilton   | 38    |
| 5   | Carlos Sainz Jr. | 20    |
| 6   | Lance Stroll     | 20    |
| 7   | George Russell   | 18    |
| 8   | Lando Norris     | 8     |
| 9   | Nico Hülkenberg  | 6     |
| 10  | Charles Leclerc  | 6     |
| 11  | Valtteri Bottas  | 4     |
| 12  | Esteban Ocon     | 4     |
| 13  | Oscar Piastri    | 4     |
| 14  | Pierre Gasly     | 4     |
| 15  | Zhou Guanyu      | 2     |
| 16  | Yuki Tsunoda     | 1     |
| 17  | Kevin Magnussen  | 1     |
| 18  | Alexander Albon  | 1     |

### Costruttori
| Pos | Costruttore                  | Punti |
| --- | ---------------------------- | ----- |
| 1   | Red Bull Racing-Honda RBPT   | 123   |
| 2   | Aston Martin Aramco-Mercedes | 65    |
| 3   | Mercedes                     | 56    |
| 4   | Ferrari                      | 26    |
| 5   | McLaren-Mercedes             | 12    |
| 6   | Alpine-Renault               | 8     |
| 7   | Haas-Ferrari                 | 7     |
| 8   | Alfa Romeo-Ferrari           | 6     |
| 9   | AlphaTauri-Honda RBPT        | 1     |
| 10  | Williams-Mercedes            | 1     |

## Decisioni della FIA
Al termine della gara, Pierre Gasly e Esteban Ocon vengono convocati dai commissari sportivi a seguito di una collisione tra i due piloti alla curva 2. Entrambi i piloti francesi dell'Alpine non ricevono sanzioni. La scuderia statunitense Haas viene convocata a seguito di una protesta presentata alla direzione gara riguardo la classifica provvisoria del Gran Premio. I commissari respingono il reclamo presentato, affermando l'impossibilità di rilevare in modo certo l'ordine delle monoposto nei punti intermedi lungo la pista prima della nuova esposizione della bandiera rossa. È stato altresì ritenuto non affidabile l'uso del GPS proposto dal team nella protesta per determinare la posizione delle vetture. Pertanto, al fine di stabilire l'ordine della partenza del cinquantottesimo giro, nell'interesse di far ripartire il Gran Premio in maniera più rapida possibile, si è tornati alla classifica della seconda ripartenza.
L'Australian Grand Prix Corporation viene anch'essa convocata in quanto diversi spettatori hanno invaso la pista prima della conclusione della gara. Gli stessi tifosi sono riusciti a raggiungere la monoposto parcheggiata di Nico Hülkenberg, con luci rosse lampeggianti, quindi con la vettura non in sicurezza e senza che potesse essere toccata. Il collegio dei commissari ha ritenuto che gli organizzatori dell'evento hanno violato l'articolo 12.2.1.h del Codice Sportivo Internazionale della Federazione, chiedendo al promotore di presentare all'organo mondiale dell'automobilismo un piano formale per porre rimedio alla situazione, evitando il ripetersi di fatti simili in futuro. L'accaduto sarà riportato al Consiglio Mondiale del Motorsport per un'ulteriore indagine. I promotori del Gran Premio d'Australia hanno ammesso di aver commesso errori che hanno portato a mancanze e a una situazione inaccettabile, che avrebbe potuto avere conseguenze disastrose. La FIA ha fatto sapere che esaminerà l'accaduto per capire cosa sia andato storto nelle procedure e lo farà assieme alla polizia regionale. I promotori dell'evento, invece, hanno chiesto tempo fino al 30 giugno 2023 per condurre l'indagine in questione, ma questo dovrà essere approvato dalla FIA.
La direzione gara decide di non prendere provvedimenti durante la procedura di ripartenza dopo la bandiera rossa nel corso del nono giro, quando il leader della gara Lewis Hamilton, una volta che la safety car ha spento le luci, non ha tenuto una distanza di almeno dieci vetture tra la vettura di sicurezza ed egli stesso, innescando delle situazioni di pericolo alle sue spalle per i piloti che si stavano accodando al gruppo.
Alcuni giorni dopo la disputa della gara, la Ferrari decide di presentare ricorso alla Federazione contro la penalità di cinque secondi sul tempo di gara inflitta al pilota spagnolo Carlos Sainz Jr., reo di aver causato una collisione con il connazionale dell'Aston Martin Fernando Alonso, durante la seconda ripartenza del Gran Premio dopo l'esposizione della seconda bandiera rossa a seguito dell'incidente del pilota danese della Haas Kevin Magnussen. Sainz Jr., quarto all'arrivo, scala in dodicesima posizione per via della sanzione dei commissari sportivi. Il ricorso presentato viene esaminato il successivo 18 aprile. La Federazione respinge il ricorso presentato dalla scuderia di Maranello, in quanto le nuove prove fornite dal costruttore non sono state considerate rilevanti. La classifica finale del Gran Premio viene così confermata.